# Funivia Mazzarò-Taormina
La funivia di Mazzarò  collega il centro della città di Taormina, in Sicilia, con la costiera jonica in località Mazzarò proprio di fronte all'omonima baia, poco più a nord dell'Isola Bella.

## Storia
La costruzione della funivia venne intrapresa alla fine degli anni venti come informava nel 1928 la rivista Vie d'Italia del Touring Club Italiano; Ha nel tempo subito importanti riammodernamenti strutturali.

## Caratteristiche
L'impianto attuale, di costruzione Leitner, è del tipo cabinovia monofune con stazione traente posta a valle; l'impianto supera il dislivello di 170,5 m con uno sviluppo lineare di 725,32 m e una pendenza massima del 68%. Le cabine sono agganciate stabilmente in due gruppi di 4 cabine ciascuno e viaggiano ad una altezza massima dal suolo di poco più di 30 m.
La quantità di persone trasportate per ciascuna cabina è di 8 unità e ciò consente una portata oraria di circa 650 passeggeri. Gli orari di apertura sono dalle 8h alle 20h 15', con corse effettuate ogni quindici minuti, la sera d'estate fino all'1.